# Museo de Nosa Señora da Antiga
Museo de Nosa Señora da Antiga – muzeum sztuki znajdujące się w Monforte de Lemos w Hiszpanii. Jest częścią większego kompleksu Kolegium Matki Bożej z Antigua.
Kolegium Matki Bożej z Antigua, nazywane również galicyjskim Escorialem, zostało wybudowane na przełomie XVI i XVII wieku, a pomysłodawcą i założycielem był kardynał Rodrigo de Castro, arcybiskup Sewilli i mecenas sztuki. Pierwotnie, kolegium prowadzone przez jezuitów, miało służyć rozwijaniu edukacji w Galicji. Do 1773 roku było to liceum seminaryjne. Cały kompleks położony jest na dużym placu w centrum Monforte de Lemos i składa się z budynku szkoły o renesansowej fasadzie, kościoła Matki Bożej z Antigua, klasztoru i muzeum.
Muzeum znajduje się w starej zakrystii i jest małą kolekcją należącą do kardynała, na którą składają się dokumenty, ozdoby liturgiczne, kilka inkunabułów i rękopisów m.in. niekompletna kopia Księgi polowań na ptactwo Pedra Lopeza de Ayala. Do najcenniejszych eksponatów należą przede wszystkim dzieła hiszpańskiego malarza El Greca (Wizja świętego Wawrzyńca i Święty Franciszek z bratem Leonem), pięć płócien Andrea del Sarto oraz obraz Hugona van der Goesa.